# Публикуйся или умри
Публикуйся или умри (англ. Publish or perish) — афоризм, описывающий ситуацию, в которой ученым необходимо постоянно публиковать научные работы, чтобы построить академическую карьеру. Подобное давление в особой степени наблюдается в исследовательских университетах. Некоторые исследователи полагают, что требование постоянно публиковаться является главной причиной кризиса репликации.
Успешные исследования привлекают внимание учёных и спонсирующих их институций, которые помогают в построении научной карьеры. Учёные, которые публикуются редко или же фокусируются на другой деятельности, например, на обучении студентов, могут стать менее конкурентоспособными в борьбе за продление трудового договора. Давление публиковаться как можно чаще становится причиной плохо сделанной работы, которая будет предоставлена в научный журнал. Ценность публикуемой работы чаще всего определяется престижностью научного журнала, в котором она напечатана. Влиятельность журналов может измеряться с помощью импакт-фактора, который показывает среднее число цитирований статей, опубликованных в конкретном журнале.

## Происхождение
Самое раннее известное использование этого термина в академическом контексте было в статье журнала 1928 года. Фраза появилась в неакадемическом контексте в книге 1932 года Archibald Cary Coolidge: Life and Letters, написанной Гарольдом Джефферсоном Кулиджем. В 1938 году эта фраза появилась в издании, связанном с университетами. Согласно Юджину Гарфилду, выражение впервые появилось в академическом контексте в книге Логана Уилсона "The Academic Man: A Study in the Sociology of a Profession", изданной в 1942 году. Другие приписывают эту фразу генетику из Колумбийского университета Кимбеллу К. Этвуду III.

## Мнение академиков
Принуждение публиковать как можно больше академических статей часто критикуется в академической среде, поскольку акцент на количестве публикаций снижает ценность научной работы. В результате ученые вынуждены тратить больше времени на попытки опубликовать все, что удается, вместо того чтобы сосредотачиваться на развитии значительных исследовательских проектов. Американская писательница Камилла Палья описала парадигму «публикуйся или умри» как «тиранию» и пишет: «[Академическая] профессия стала одержима количеством, а не качеством. … Один блестящий текст должен перевешивать одну посредственную книгу».
Парадигма «Публикуйся или умри» также отнимает время и усилия, которые преподаватели могли бы посвятить преподаванию курсов для студентов и наставничеству аспирантов. Вознаграждение за исключительное преподавание редко сопоставимо с вознаграждением за выдающиеся исследования, что побуждает преподавателей отдавать предпочтение последнему.
Давление публиковать как можно больше академических статей нередко приводит к нарушению академической этики. Физик Питер Хиггс, чье имя носит бозон Хиггса, в 2013 году заявил, что академические ожидания с 1990-х годов, вероятно, помешали бы ему как сделать свои революционные научные открытия, так и получить постоянную должность: «Трудно представить, как бы я мог найти достаточно спокойствия и тишины в нынешней обстановке, чтобы сделать то, что я делал в 1964 году. … Сегодня я бы не получил академической работы. Все просто. Я думаю, меня не сочли бы достаточно продуктивным».
Согласно некоторым исследователям, культура «публикуйся или умри» может также усиливать предвзятость в академических институтах. Так, женщины-исследователи публикуют свои работы реже, чем их коллеги мужского пола. К тому же, работы женщин-исследователей получают меньше цитирований, даже если они выходят в журналах с гораздо более высоким импакт-фактором. Более того, одно исследование указало, что различия в продвижении женщин в академической медицине могут быть существенно связаны с гендерными различиями в цитировании статей.
Несмотря на попытки противостоять парадигме «публикуйся или умри», админимтрации исследовательских ниверситетов часто утверждают, что давление для создания исследований необходимо, чтобы мотивировать ученых на ранних этапах их карьеры и научить их балансировать исследовательскую работу  с другими обязанностями профессора.

## Варианты
Директор MIT Media Lab Николас Негропонте ввел девиз «демонстрируй или умри», отдавая приоритет демонстрации над публикацией. Другой директор, Дзёи Ито, изменил этот девиз на «внедряй или умри», подчеркивая важность внедрения технологий.
Американские исследователи Джоан Чу и Джеймс Эванс в статье для Proceedings of the National Academy of Sciences проанализировали 90 млн текстов и 1,8 млрд цитирований в 241 областях науки и пришли к неутешительным выводам.  Во-первых, объём публикуемой информации настолько велик, что ни один человек не в состоянии с ним ознакомиться, даже если речь идёт об очень узкой области знания. Во-вторых, из-за лавинообразного потока информации ученые сталкиваются с трудностями при публикации, если их работы не ссылаются на уже широко цитируемые статьи. Статьи с новыми идеями цитируются реже и выглядят для исследователей менее привлекательными. Научный прогресс, как полагают авторы, может замедлиться, если рост числа институтов, ученых, и статей не будет сбалансирован структурами, фокусирующими внимание на новых идеях.
Многие исследователи полагают, что давление публиковать как можно больше академических статей привело к кризису воспроизводимости. Проблема воспроизводимости (возможности повторить результаты исследования другими учёными) особо остро стоит в психологии и медицине. Так, в августе 2015 года была проведена масштабная исследовательская работа под названием «Проект воспроизводимости: психология». Координируемый психологом Брайаном Носеком, проект включал повторное проведение 100 исследований из трёх ведущих журналов («Journal of Personality and Social Psychology», «Journal of Experimental Psychology: Learning, Memory, and Cognition» и «Psychological Science»). Из 97 исследований со значимыми результатами только 36 % репликаций подтвердили значимые выводы (p-value < 0,05). Средний размер эффекта в репликациях, при этом, был в два раза меньше размера эффектов, заявленных в оригинальных исследованиях. Также исследовались уровни воспроизводимости и размеры эффектов по журналам и дисциплинам.  Для «Journal of Personality and Social Psychology» уровень воспроизводимости составил 23%, для «Journal of Experimental Psychology: Learning, Memory, and Cognition» 48%, а для «Psychological Science» - 38%. Исследования в области когнитивной психологии воспроизводились чаще (50%), чем в области социальной психологии (25%). Среди 64% невоспроизводимых исследований только 25% опровергли первоначальные результаты на уровне статистической значимости. Остальные 49% дали результаты, не подтверждающие и не опровергающие оригинальных выводов. Это связано с тем, что во многих репликациях использовались выборки в среднем в 2,5 раза меньше оригинальных.
В исследовании, опубликованном в 2018 году в «Nature Human Behaviour», было воспроизведено 21 исследование в области социальных и поведенческих наук, опубликованные в «Nature» и «Science». Успешно воспроизвести удалось только около 62% оригинальных результатов.
Из-за слишком большого числа опубликованных статей исследователи не успевают отсделить появление новых методик. Так, исследователи из Швейцарии и Германии изучили степень фрагментации в психологии на основе двух крупных наборов данных Американской психологической ассоциации.  Под фрагментацией понимается количество конструктов и методов и частота их использования в других исследованиях. Согласно выводам  исслдователей, с 1993 года в психологии было опубликовано примерно 39 000 новых конструктов и 43 000 новых методов, из которых 53 % никогда не использовались за пределами статьи, в которой они были представлены. В организационной психологии и психологии личности и социальной психологии этот показатель достигает 70 % и 54 % соответственно. Кроме этого, исследователи наблюдают медленную тенденцию к увеличению фрагментации, при этом организационная психология демонстрирует самую высокую степень фрагментации с 2003 года.

## В популярной культуре
В 2024 году настольная игра «Publish or Perish» собрала более 280 000 долларов финансирования на Kickstarter. В этой игре игроки стремятся публиковать статьи среднего качества, чтобы получить больше цитирований.